# Odynerus gemmeus
Odynerus gemmeus är en stekelart som beskrevs av Giordani Soika. Odynerus gemmeus ingår i släktet lergetingar, och familjen Eumenidae. Inga underarter finns listade i Catalogue of Life.